# Bahnhof Wien Hernals

Der Bahnhof Wien Hernals ist ein Verkehrsknotenpunkt an der Vorortelinie in Wien. Er wird von der Bezirksgrenze zwischen dem 16. Wiener Gemeindebezirk Ottakring und dem 17. Gemeindebezirk Hernals durchschnitten; das Stationsgebäude an sich liegt in der Katastralgemeinde Dornbach. Ursprünglich als Station der Wiener Stadtbahn eröffnet, wird er heute von der S-Bahn-Linie S45 bedient. Der Bahnhof steht ebenso wie große Abschnitte der Vorortelinie unter Denkmalschutz (Listeneintrag).

## Geschichte

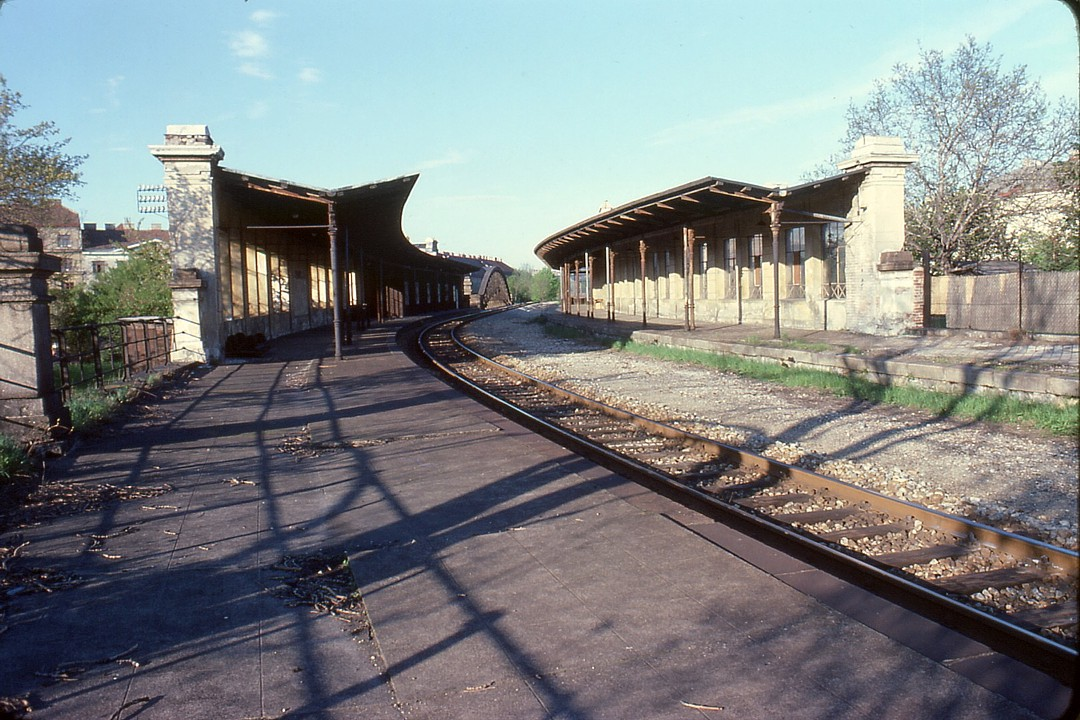
Bahnsteige 1979

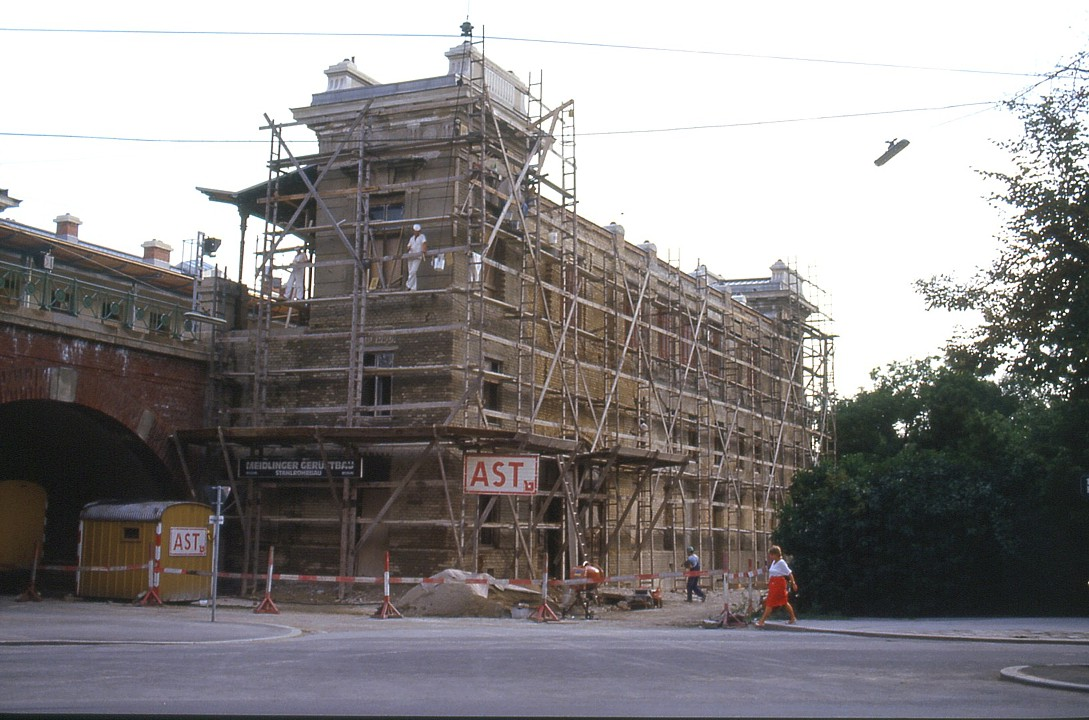
Restaurierung 1985

Die Station Hernals wurde vom Architekten Otto Wagner entworfen und im Juni 1896 baulich fertiggestellt. Die offizielle Eröffnung erfolgte am 11. Mai 1898. Nach Ende des Ersten Weltkrieges musste 1918 der Betrieb wegen Kohlemangel reduziert werden. Während die anderen Strecken der Stadtbahn in den 1920er Jahren von der Stadt Wien übernommen wurden, verblieb die Vorortelinie bei der Commission für Verkehrsanlagen in Wien. Der reguläre Personenverkehr wurde 1932 eingestellt. Hernals diente fortan hauptsächlich dem Güterverkehr, für den der Bahnhof ein wichtiger Umschlagplatz war. Personenverkehr wurde nur mehr sporadisch durchgeführt.
1979 einigte man sich auf eine Reaktivierung der Vorortelinie. Auch der durch Bombentreffer beschädigte Bahnhof Hernals wurde einer umfangreichen Restaurierung unterzogen. Das Stationsgebäude und die Bahnsteige sind heute weitgehend in der Originalarchitektur Otto Wagners erhalten. Am 31. Mai 1987 wurde die renovierte Vorortelinie wiedereröffnet.
Der Bahnhof Hernals spielte eine bedeutende Rolle in der Verstädterung des umliegenden Gebiets (siehe Frauenfeld, Kongressplatz und Sandleiten) nach der Eingemeindung der westlichen Vororte nach Wien 1890/1892. Zuvor von Stadtrandindustrie geprägt, entstand hier um die Jahrhundertwende eine großstädtische Vorstadt aus zumeist vier- bis fünfgeschoßigen Zinshäusern. Viele der Baulücken wurden in den 1920er Jahren durch Volkswohnhäuser in Blockrandbebauung geschlossen. Heute – wie wohl auch damals – fungiert der Bahnhof Hernals eher als Verkehrsknotenpunkt denn als Grätzlzentrum für die äußeren Bezirksteile von Hernals und das angrenzende Ottakring. Das Stationsgebäude samt Vorplätzen wird (mit Ausnahme einer Imbissbude im Stationsinneren und einer Bäckerei unterhalb der Bahnbrücke) nicht für kommerzielle oder kulturelle Zwecke genutzt, wie das etwa bei den Nachbarstationen Ottakring und Gersthof stärker der Fall ist.

## Lage

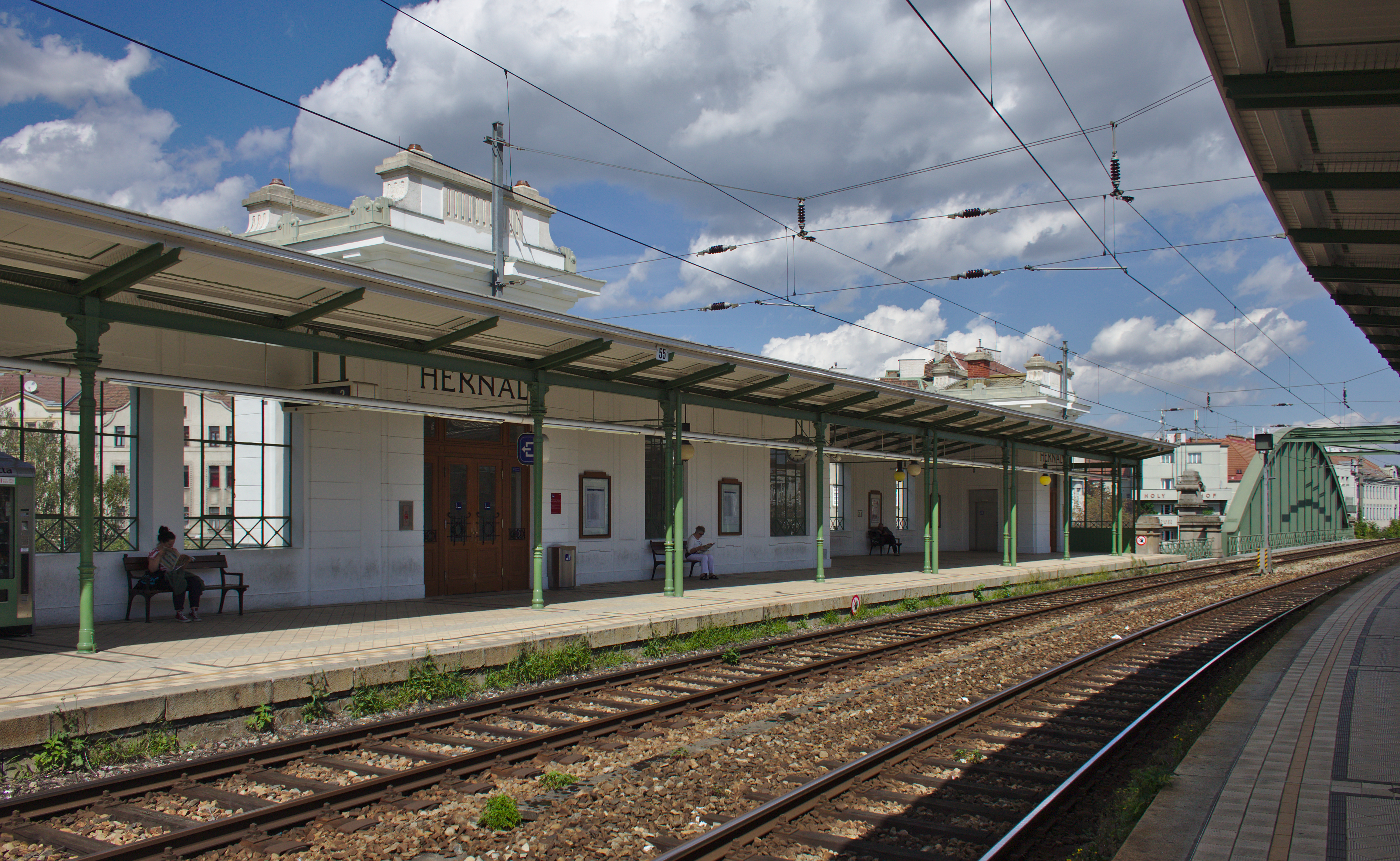
Bahnsteige

Der Bahnhof liegt in Hochlage südlich der Hernalser Hauptstraße zwischen Julius-Meinl-Gasse und Heigerleinstraße. Er weist zwei Seitenbahnsteige mit je rund 150 m Länge, von denen jedoch nur 75 m auf der östlichen Seite der Station für den Personenverkehr geöffnet sind, und jeweils einen Zugang auf, von dem man in das zentrale Aufnahmegebäude gelangt. Südwestlich des Bahnhofes befindet sich das Kongressbad und der Kongresspark.
Die Züge der S-Bahn verkehren Montag bis Freitag tagsüber alle 10 Minuten, sonst alle 15 Minuten in Richtung Hütteldorf und Heiligenstadt.
Am Vorplatz des Bahnhofes hält die Linie 43 der Wiener Straßenbahn, welche vom Schottentor nach Neuwaldegg führt und die Hauptachse vom 17. Bezirk in das Stadtzentrum bildet. Außerdem haben die städtischen Autobuslinien 42A und 44A hier ihre Endstelle. Unweit des ÖBB-Bahnhofes befindet sich auch der Straßenbahn-Betriebsbahnhof Hernals der Wiener Linien.

## Neugestaltung des Bahnhofsumfelds

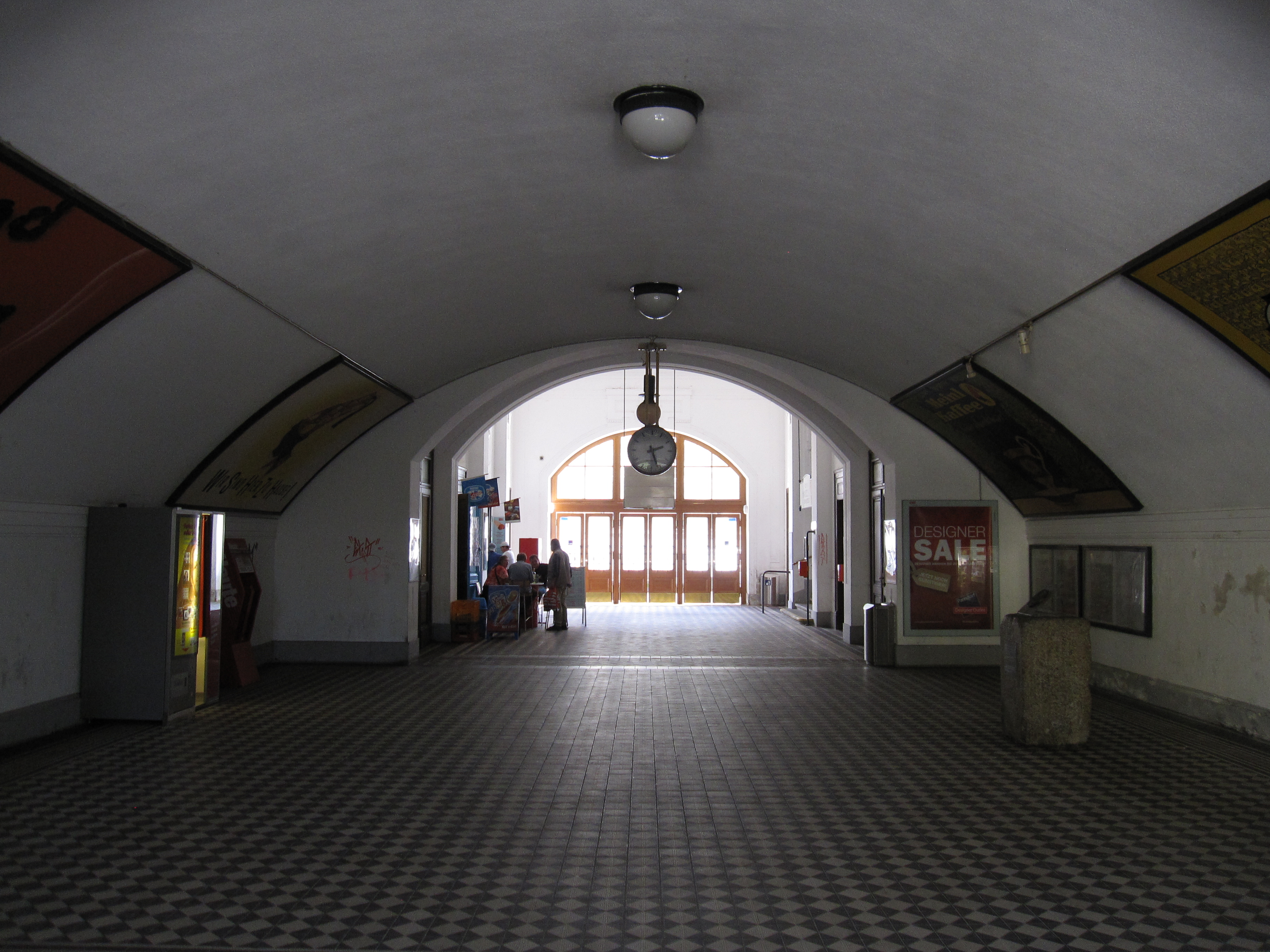
Als Personentunnel in die Station integrierter Stadtbahnbogen

Auf Antrag der Hernalser Grünen wurde das Stationsumfeld ab 2014 durch die Bezirksverwaltung umgestaltet. Die Teilfläche zwischen Stationsgebäude und Heigerleinstraße wurde eine barrierefreie Begegnungszone, inklusive „kiss and ride“-Kurzhaltezone, aber ohne ruhenden Individualverkehr. Die Autobuslinien 42a und 44a bekamen zwei gut beleuchtete, überdachte Busterminals, während die Taxis in die Balderichgasse umzogen. In der Sauter- und Balderichgasse wurden weiters der Fußgängersicherheit zuträgliche Gehsteigvorziehungen vorgenommen. Auf der stadtauswärtigen Seite wurde die Durchgängigkeit Richtung Kongressbad verbessert, während die kleine Grünanlage besser beleuchtet, größer und sicherer gestaltet wurde. Zuletzt wurde der Park mit einem Denkmal für antifaschistische Widerstandskämpfer aus Hernals ausgestattet.

### U-Bahn-Station
Nachdem sich – im Zuge der zweiten Ausbaustufe der sich im Bau befindlichen U-Bahn-Linie U5 – die Endstation der genannten Ausbaustufe am Elterleinplatz befinden hätte sollen, wurde festgelegt, dass sich die Endstation dieser Ausbaustufe bei der S-Bahn-Station Hernals befinden wird. Zuvor waren sich die Parteien der Bezirksvertretung von Hernals schon einig, dass der Elterleinplatz nicht permanent die Endstation der Linie bilden soll. Der Wiener Gemeinderat stellte eine Verlängerung der neuen Linie bis zum Bahnhof Hernals bereits in Aussicht, unter der Voraussetzung, dass diese vom Bund kofinanziert wird. Im September 2021 wurde die Finanzierung des Streckenastes bis Hernals gesichert.

## Güterbahnhof

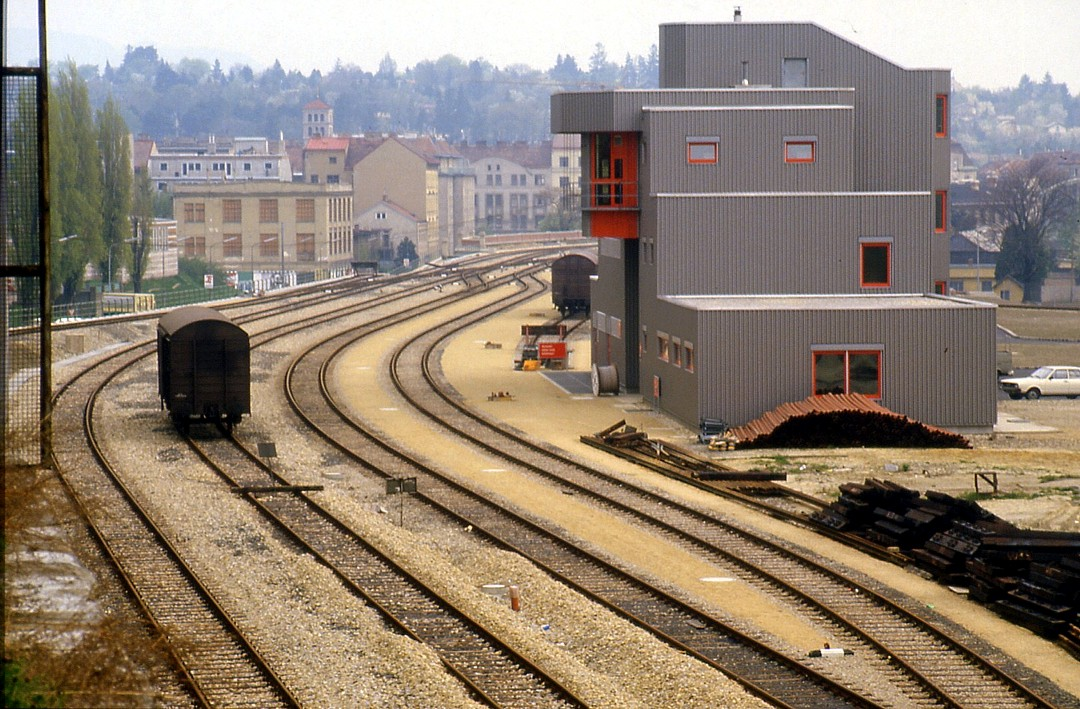
Güterbahnhof Hernals mit Stellwerk (1984)

Südlich der Personenbahnsteige erstreckt sich der Güterbahnhof Hernals, welcher bis zur Seeböckgasse reicht. Er verfügte über neun Bahnsteige, eine im Jahr 2010 abgetragene Kohlenrutsche und einen Gleisanschluss zur Kaffeefirma Julius Meinl, der jedoch nicht mehr genutzt wird. Früher verfügte der Bahnhof noch über weitere Anschlussbahnen, welche jedoch bereits abgetragen wurden. Am südöstlichen Ende des Frachtenbahnhofes befindet sich auch das in den Jahren 1985/86 errichtete Stellwerk der Bauart SpDrS, das auch den Bereich Ottakring und die Überleitstelle Heiligenstadt 3 bediente. Heute ist es unbesetzt und wird vom Stellwerk Heiligenstadt ferngesteuert.

## Linien im Verkehrsverbund Ost-Region

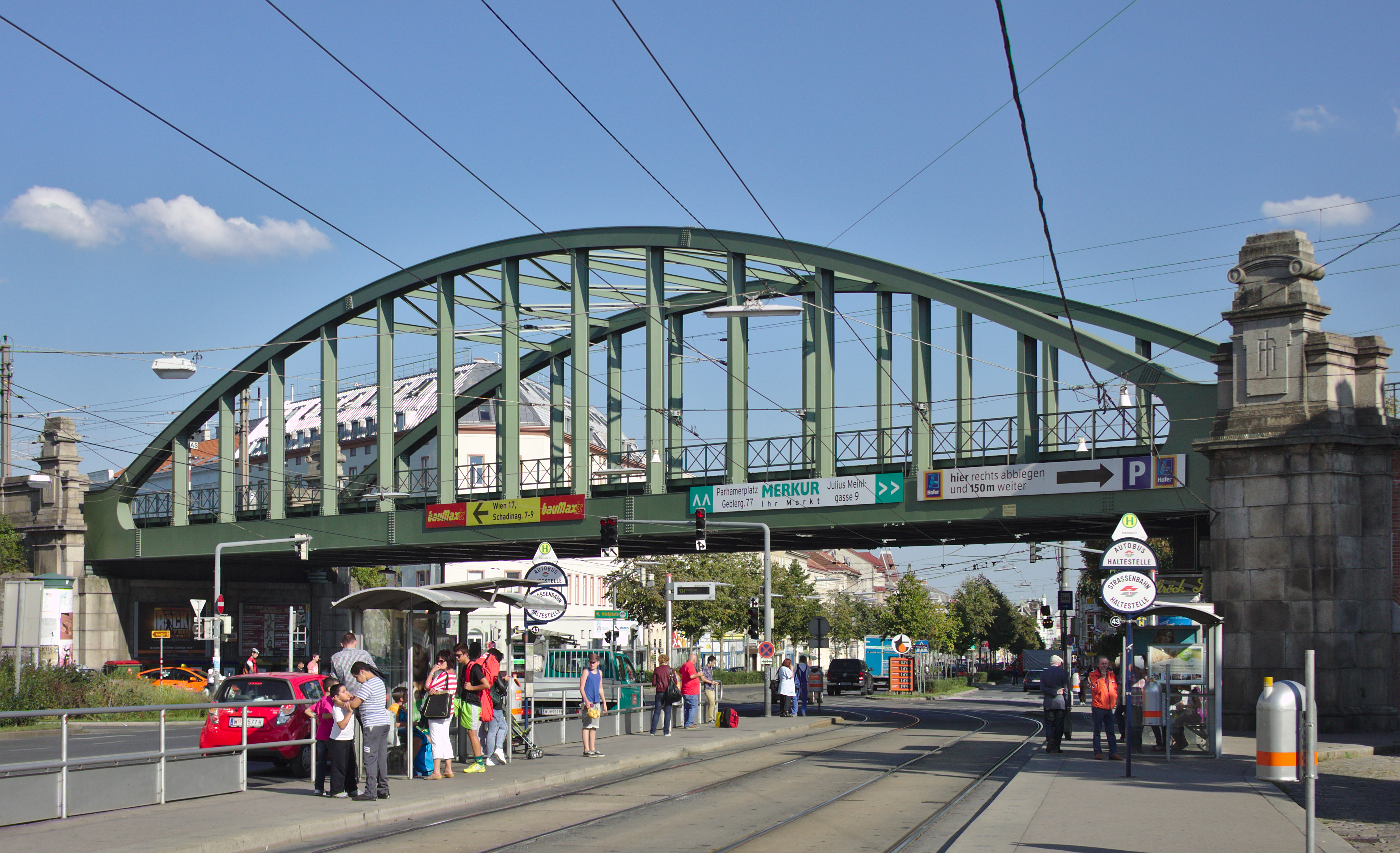
Straßenbahnstation

Wien Handelskai – Wien Heiligenstadt – Wien Oberdöbling – Wien Krottenbachstraße – Wien Gersthof – Wien Hernals – Wien Ottakring – Wien Breitensee – Wien Penzing – Wien Hütteldorf
43 Schottentor – Lange Gasse – Alser Straße – Elterleinplatz – Hernals – Dornbach – Neuwaldegg
42A Hernals – Gersthof – Schafberghöhe
44A Hernals – Dornbach – Heuberg – Mitterberg
445 Hernals – Dornbach – Neuwaldegg – Scheiblingstein – Steinriegl – Oberkirchbach – Unterkirchbach – Köingstetten – Tulln Schubertpark
N43 Schottentor – Lange Gasse – Alser Straße – Elterleinplatz – Hernals – Dornbach – Neuwaldegg